# 1788
Portal Geschichte | Portal Biografien | Aktuelle Ereignisse | Jahreskalender | Tagesartikel

◄ |
17. Jahrhundert |
18. Jahrhundert
| 19. Jahrhundert | ►

◄ |
1750er |
1760er |
1770er |
1780er
| 1790er | 1800er | 1810er | ►

◄◄ |
◄ |
1784 |
1785 |
1786 |
1787 |
1788
| 1789 | 1790 | 1791 | 1792 | ► | ►►
Staatsoberhäupter  · Nekrolog   · Musikjahr
| Januar | Januar | Januar | Januar | Januar | Januar | Januar | Januar |
| Kw     | Mo     | Di     | Mi     | Do     | Fr     | Sa     | So     |
| ------ | ------ | ------ | ------ | ------ | ------ | ------ | ------ |
| 1      |        | 1      | 2      | 3      | 4      | 5      | 6      |
| 2      | 7      | 8      | 9      | 10     | 11     | 12     | 13     |
| 3      | 14     | 15     | 16     | 17     | 18     | 19     | 20     |
| 4      | 21     | 22     | 23     | 24     | 25     | 26     | 27     |
| 5      | 28     | 29     | 30     | 31     |        |        |        |

| Februar | Februar | Februar | Februar | Februar | Februar | Februar | Februar |
| Kw      | Mo      | Di      | Mi      | Do      | Fr      | Sa      | So      |
| ------- | ------- | ------- | ------- | ------- | ------- | ------- | ------- |
| 5       |         |         |         |         | 1       | 2       | 3       |
| 6       | 4       | 5       | 6       | 7       | 8       | 9       | 10      |
| 7       | 11      | 12      | 13      | 14      | 15      | 16      | 17      |
| 8       | 18      | 19      | 20      | 21      | 22      | 23      | 24      |
| 9       | 25      | 26      | 27      | 28      | 29      |         |         |

| März | März | März | März | März | März | März | März |
| Kw   | Mo   | Di   | Mi   | Do   | Fr   | Sa   | So   |
| ---- | ---- | ---- | ---- | ---- | ---- | ---- | ---- |
| 9    |      |      |      |      |      | 1    | 2    |
| 10   | 3    | 4    | 5    | 6    | 7    | 8    | 9    |
| 11   | 10   | 11   | 12   | 13   | 14   | 15   | 16   |
| 12   | 17   | 18   | 19   | 20   | 21   | 22   | 23   |
| 13   | 24   | 25   | 26   | 27   | 28   | 29   | 30   |
| 14   | 31   |      |      |      |      |      |      |

| April | April | April | April | April | April | April | April |
| Kw    | Mo    | Di    | Mi    | Do    | Fr    | Sa    | So    |
| ----- | ----- | ----- | ----- | ----- | ----- | ----- | ----- |
| 14    |       | 1     | 2     | 3     | 4     | 5     | 6     |
| 15    | 7     | 8     | 9     | 10    | 11    | 12    | 13    |
| 16    | 14    | 15    | 16    | 17    | 18    | 19    | 20    |
| 17    | 21    | 22    | 23    | 24    | 25    | 26    | 27    |
| 18    | 28    | 29    | 30    |       |       |       |       |

| Mai | Mai | Mai | Mai | Mai | Mai | Mai | Mai |
| Kw  | Mo  | Di  | Mi  | Do  | Fr  | Sa  | So  |
| --- | --- | --- | --- | --- | --- | --- | --- |
| 18  |     |     |     | 1   | 2   | 3   | 4   |
| 19  | 5   | 6   | 7   | 8   | 9   | 10  | 11  |
| 20  | 12  | 13  | 14  | 15  | 16  | 17  | 18  |
| 21  | 19  | 20  | 21  | 22  | 23  | 24  | 25  |
| 22  | 26  | 27  | 28  | 29  | 30  | 31  |     |

| Juni | Juni | Juni | Juni | Juni | Juni | Juni | Juni |
| Kw   | Mo   | Di   | Mi   | Do   | Fr   | Sa   | So   |
| ---- | ---- | ---- | ---- | ---- | ---- | ---- | ---- |
| 22   |      |      |      |      |      |      | 1    |
| 23   | 2    | 3    | 4    | 5    | 6    | 7    | 8    |
| 24   | 9    | 10   | 11   | 12   | 13   | 14   | 15   |
| 25   | 16   | 17   | 18   | 19   | 20   | 21   | 22   |
| 26   | 23   | 24   | 25   | 26   | 27   | 28   | 29   |
| 27   | 30   |      |      |      |      |      |      |

| Juli | Juli | Juli | Juli | Juli | Juli | Juli | Juli |
| Kw   | Mo   | Di   | Mi   | Do   | Fr   | Sa   | So   |
| ---- | ---- | ---- | ---- | ---- | ---- | ---- | ---- |
| 27   |      | 1    | 2    | 3    | 4    | 5    | 6    |
| 28   | 7    | 8    | 9    | 10   | 11   | 12   | 13   |
| 29   | 14   | 15   | 16   | 17   | 18   | 19   | 20   |
| 30   | 21   | 22   | 23   | 24   | 25   | 26   | 27   |
| 31   | 28   | 29   | 30   | 31   |      |      |      |

| August | August | August | August | August | August | August | August |
| Kw     | Mo     | Di     | Mi     | Do     | Fr     | Sa     | So     |
| ------ | ------ | ------ | ------ | ------ | ------ | ------ | ------ |
| 31     |        |        |        |        | 1      | 2      | 3      |
| 32     | 4      | 5      | 6      | 7      | 8      | 9      | 10     |
| 33     | 11     | 12     | 13     | 14     | 15     | 16     | 17     |
| 34     | 18     | 19     | 20     | 21     | 22     | 23     | 24     |
| 35     | 25     | 26     | 27     | 28     | 29     | 30     | 31     |

| September | September | September | September | September | September | September | September |
| Kw        | Mo        | Di        | Mi        | Do        | Fr        | Sa        | So        |
| --------- | --------- | --------- | --------- | --------- | --------- | --------- | --------- |
| 36        | 1         | 2         | 3         | 4         | 5         | 6         | 7         |
| 37        | 8         | 9         | 10        | 11        | 12        | 13        | 14        |
| 38        | 15        | 16        | 17        | 18        | 19        | 20        | 21        |
| 39        | 22        | 23        | 24        | 25        | 26        | 27        | 28        |
| 40        | 29        | 30        |           |           |           |           |           |

| Oktober | Oktober | Oktober | Oktober | Oktober | Oktober | Oktober | Oktober |
| Kw      | Mo      | Di      | Mi      | Do      | Fr      | Sa      | So      |
| ------- | ------- | ------- | ------- | ------- | ------- | ------- | ------- |
| 40      |         |         | 1       | 2       | 3       | 4       | 5       |
| 41      | 6       | 7       | 8       | 9       | 10      | 11      | 12      |
| 42      | 13      | 14      | 15      | 16      | 17      | 18      | 19      |
| 43      | 20      | 21      | 22      | 23      | 24      | 25      | 26      |
| 44      | 27      | 28      | 29      | 30      | 31      |         |         |

| November | November | November | November | November | November | November | November |
| Kw       | Mo       | Di       | Mi       | Do       | Fr       | Sa       | So       |
| -------- | -------- | -------- | -------- | -------- | -------- | -------- | -------- |
| 44       |          |          |          |          |          | 1        | 2        |
| 45       | 3        | 4        | 5        | 6        | 7        | 8        | 9        |
| 46       | 10       | 11       | 12       | 13       | 14       | 15       | 16       |
| 47       | 17       | 18       | 19       | 20       | 21       | 22       | 23       |
| 48       | 24       | 25       | 26       | 27       | 28       | 29       | 30       |

| Dezember | Dezember | Dezember | Dezember | Dezember | Dezember | Dezember | Dezember |
| Kw       | Mo       | Di       | Mi       | Do       | Fr       | Sa       | So       |
| -------- | -------- | -------- | -------- | -------- | -------- | -------- | -------- |
| 49       | 1        | 2        | 3        | 4        | 5        | 6        | 7        |
| 50       | 8        | 9        | 10       | 11       | 12       | 13       | 14       |
| 51       | 15       | 16       | 17       | 18       | 19       | 20       | 21       |
| 52       | 22       | 23       | 24       | 25       | 26       | 27       | 28       |
| 1        | 29       | 30       | 31       |          |          |          |          |

| Januar | Januar | Januar | Januar | Januar | Januar | Januar | Januar |
| Kw     | Mo     | Di     | Mi     | Do     | Fr     | Sa     | So     |
| ------ | ------ | ------ | ------ | ------ | ------ | ------ | ------ |
| 1      |        | 1      | 2      | 3      | 4      | 5      | 6      |
| 2      | 7      | 8      | 9      | 10     | 11     | 12     | 13     |
| 3      | 14     | 15     | 16     | 17     | 18     | 19     | 20     |
| 4      | 21     | 22     | 23     | 24     | 25     | 26     | 27     |
| 5      | 28     | 29     | 30     | 31     |        |        |        |

| Februar | Februar | Februar | Februar | Februar | Februar | Februar | Februar |
| Kw      | Mo      | Di      | Mi      | Do      | Fr      | Sa      | So      |
| ------- | ------- | ------- | ------- | ------- | ------- | ------- | ------- |
| 5       |         |         |         |         | 1       | 2       | 3       |
| 6       | 4       | 5       | 6       | 7       | 8       | 9       | 10      |
| 7       | 11      | 12      | 13      | 14      | 15      | 16      | 17      |
| 8       | 18      | 19      | 20      | 21      | 22      | 23      | 24      |
| 9       | 25      | 26      | 27      | 28      | 29      |         |         |

| März | März | März | März | März | März | März | März |
| Kw   | Mo   | Di   | Mi   | Do   | Fr   | Sa   | So   |
| ---- | ---- | ---- | ---- | ---- | ---- | ---- | ---- |
| 9    |      |      |      |      |      | 1    | 2    |
| 10   | 3    | 4    | 5    | 6    | 7    | 8    | 9    |
| 11   | 10   | 11   | 12   | 13   | 14   | 15   | 16   |
| 12   | 17   | 18   | 19   | 20   | 21   | 22   | 23   |
| 13   | 24   | 25   | 26   | 27   | 28   | 29   | 30   |
| 14   | 31   |      |      |      |      |      |      |

| April | April | April | April | April | April | April | April |
| Kw    | Mo    | Di    | Mi    | Do    | Fr    | Sa    | So    |
| ----- | ----- | ----- | ----- | ----- | ----- | ----- | ----- |
| 14    |       | 1     | 2     | 3     | 4     | 5     | 6     |
| 15    | 7     | 8     | 9     | 10    | 11    | 12    | 13    |
| 16    | 14    | 15    | 16    | 17    | 18    | 19    | 20    |
| 17    | 21    | 22    | 23    | 24    | 25    | 26    | 27    |
| 18    | 28    | 29    | 30    |       |       |       |       |

| Mai | Mai | Mai | Mai | Mai | Mai | Mai | Mai |
| Kw  | Mo  | Di  | Mi  | Do  | Fr  | Sa  | So  |
| --- | --- | --- | --- | --- | --- | --- | --- |
| 18  |     |     |     | 1   | 2   | 3   | 4   |
| 19  | 5   | 6   | 7   | 8   | 9   | 10  | 11  |
| 20  | 12  | 13  | 14  | 15  | 16  | 17  | 18  |
| 21  | 19  | 20  | 21  | 22  | 23  | 24  | 25  |
| 22  | 26  | 27  | 28  | 29  | 30  | 31  |     |

| Juni | Juni | Juni | Juni | Juni | Juni | Juni | Juni |
| Kw   | Mo   | Di   | Mi   | Do   | Fr   | Sa   | So   |
| ---- | ---- | ---- | ---- | ---- | ---- | ---- | ---- |
| 22   |      |      |      |      |      |      | 1    |
| 23   | 2    | 3    | 4    | 5    | 6    | 7    | 8    |
| 24   | 9    | 10   | 11   | 12   | 13   | 14   | 15   |
| 25   | 16   | 17   | 18   | 19   | 20   | 21   | 22   |
| 26   | 23   | 24   | 25   | 26   | 27   | 28   | 29   |
| 27   | 30   |      |      |      |      |      |      |

| Juli | Juli | Juli | Juli | Juli | Juli | Juli | Juli |
| Kw   | Mo   | Di   | Mi   | Do   | Fr   | Sa   | So   |
| ---- | ---- | ---- | ---- | ---- | ---- | ---- | ---- |
| 27   |      | 1    | 2    | 3    | 4    | 5    | 6    |
| 28   | 7    | 8    | 9    | 10   | 11   | 12   | 13   |
| 29   | 14   | 15   | 16   | 17   | 18   | 19   | 20   |
| 30   | 21   | 22   | 23   | 24   | 25   | 26   | 27   |
| 31   | 28   | 29   | 30   | 31   |      |      |      |

| August | August | August | August | August | August | August | August |
| Kw     | Mo     | Di     | Mi     | Do     | Fr     | Sa     | So     |
| ------ | ------ | ------ | ------ | ------ | ------ | ------ | ------ |
| 31     |        |        |        |        | 1      | 2      | 3      |
| 32     | 4      | 5      | 6      | 7      | 8      | 9      | 10     |
| 33     | 11     | 12     | 13     | 14     | 15     | 16     | 17     |
| 34     | 18     | 19     | 20     | 21     | 22     | 23     | 24     |
| 35     | 25     | 26     | 27     | 28     | 29     | 30     | 31     |

| September | September | September | September | September | September | September | September |
| Kw        | Mo        | Di        | Mi        | Do        | Fr        | Sa        | So        |
| --------- | --------- | --------- | --------- | --------- | --------- | --------- | --------- |
| 36        | 1         | 2         | 3         | 4         | 5         | 6         | 7         |
| 37        | 8         | 9         | 10        | 11        | 12        | 13        | 14        |
| 38        | 15        | 16        | 17        | 18        | 19        | 20        | 21        |
| 39        | 22        | 23        | 24        | 25        | 26        | 27        | 28        |
| 40        | 29        | 30        |           |           |           |           |           |

| Oktober | Oktober | Oktober | Oktober | Oktober | Oktober | Oktober | Oktober |
| Kw      | Mo      | Di      | Mi      | Do      | Fr      | Sa      | So      |
| ------- | ------- | ------- | ------- | ------- | ------- | ------- | ------- |
| 40      |         |         | 1       | 2       | 3       | 4       | 5       |
| 41      | 6       | 7       | 8       | 9       | 10      | 11      | 12      |
| 42      | 13      | 14      | 15      | 16      | 17      | 18      | 19      |
| 43      | 20      | 21      | 22      | 23      | 24      | 25      | 26      |
| 44      | 27      | 28      | 29      | 30      | 31      |         |         |

| November | November | November | November | November | November | November | November |
| Kw       | Mo       | Di       | Mi       | Do       | Fr       | Sa       | So       |
| -------- | -------- | -------- | -------- | -------- | -------- | -------- | -------- |
| 44       |          |          |          |          |          | 1        | 2        |
| 45       | 3        | 4        | 5        | 6        | 7        | 8        | 9        |
| 46       | 10       | 11       | 12       | 13       | 14       | 15       | 16       |
| 47       | 17       | 18       | 19       | 20       | 21       | 22       | 23       |
| 48       | 24       | 25       | 26       | 27       | 28       | 29       | 30       |

| Dezember | Dezember | Dezember | Dezember | Dezember | Dezember | Dezember | Dezember |
| Kw       | Mo       | Di       | Mi       | Do       | Fr       | Sa       | So       |
| -------- | -------- | -------- | -------- | -------- | -------- | -------- | -------- |
| 49       | 1        | 2        | 3        | 4        | 5        | 6        | 7        |
| 50       | 8        | 9        | 10       | 11       | 12       | 13       | 14       |
| 51       | 15       | 16       | 17       | 18       | 19       | 20       | 21       |
| 52       | 22       | 23       | 24       | 25       | 26       | 27       | 28       |
| 1        | 29       | 30       | 31       |          |          |          |          |

## Ereignisse

### Politik und Weltgeschehen

#### Vereinigte Staaten von Amerika

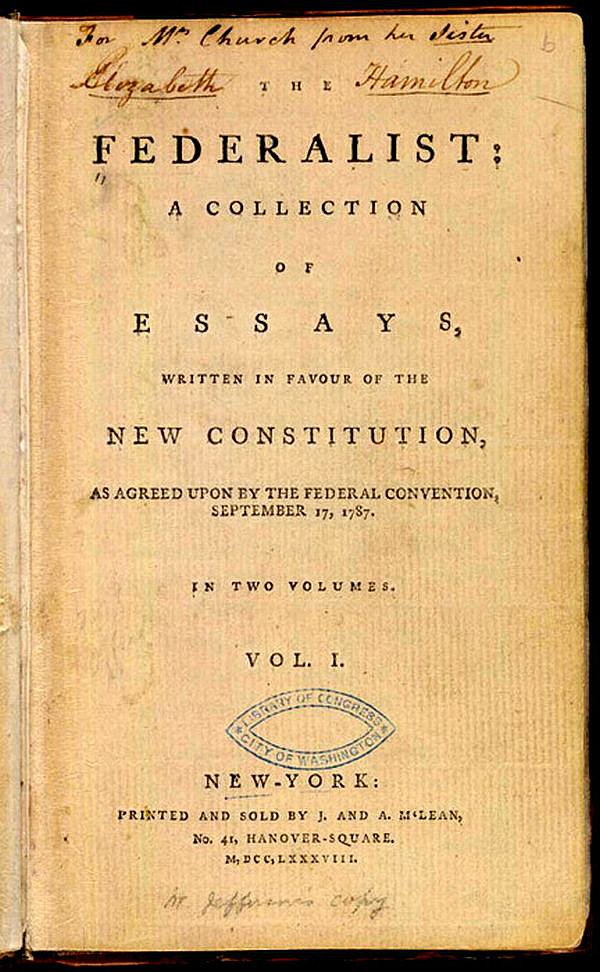
Titelblatt The Federalist, 1788

- 2. Januar: Georgia wird vierter Bundesstaat der Vereinigten Staaten.
- 9. Januar: Connecticut wird fünfter Bundesstaat der Vereinigten Staaten.
- 6. Februar: Massachusetts wird sechster Bundesstaat der Vereinigten Staaten.
- 28. April: Maryland wird siebter Bundesstaat der Vereinigten Staaten.
- 23. Mai: South Carolina wird achter Bundesstaat der Vereinigten Staaten.
- 21. Juni: New Hampshire wird neunter Bundesstaat der Vereinigten Staaten.
- 25. Juni: Virginia wird zehnter Bundesstaat der Vereinigten Staaten.
- 26. Juli: New York tritt als elfter Staat den Vereinigten Staaten bei.
- 15. Dezember: Die ersten Wahllokale für die erste Präsidentschaftswahl in den Vereinigten Staaten werden geöffnet.
- Die Federalist Papers erscheinen.
- Connecticut verbietet seinen Bürgern die Teilnahme am Sklavenhandel.
- In New York wird der Handel mit Sklaven verboten. Für Ausnahmen bleiben jedoch bedeutende rechtliche Schlupflöchter. Auch die Sondergerichtshöfe für Sklaven werden abgeschafft.

#### Australien und Ozeanien

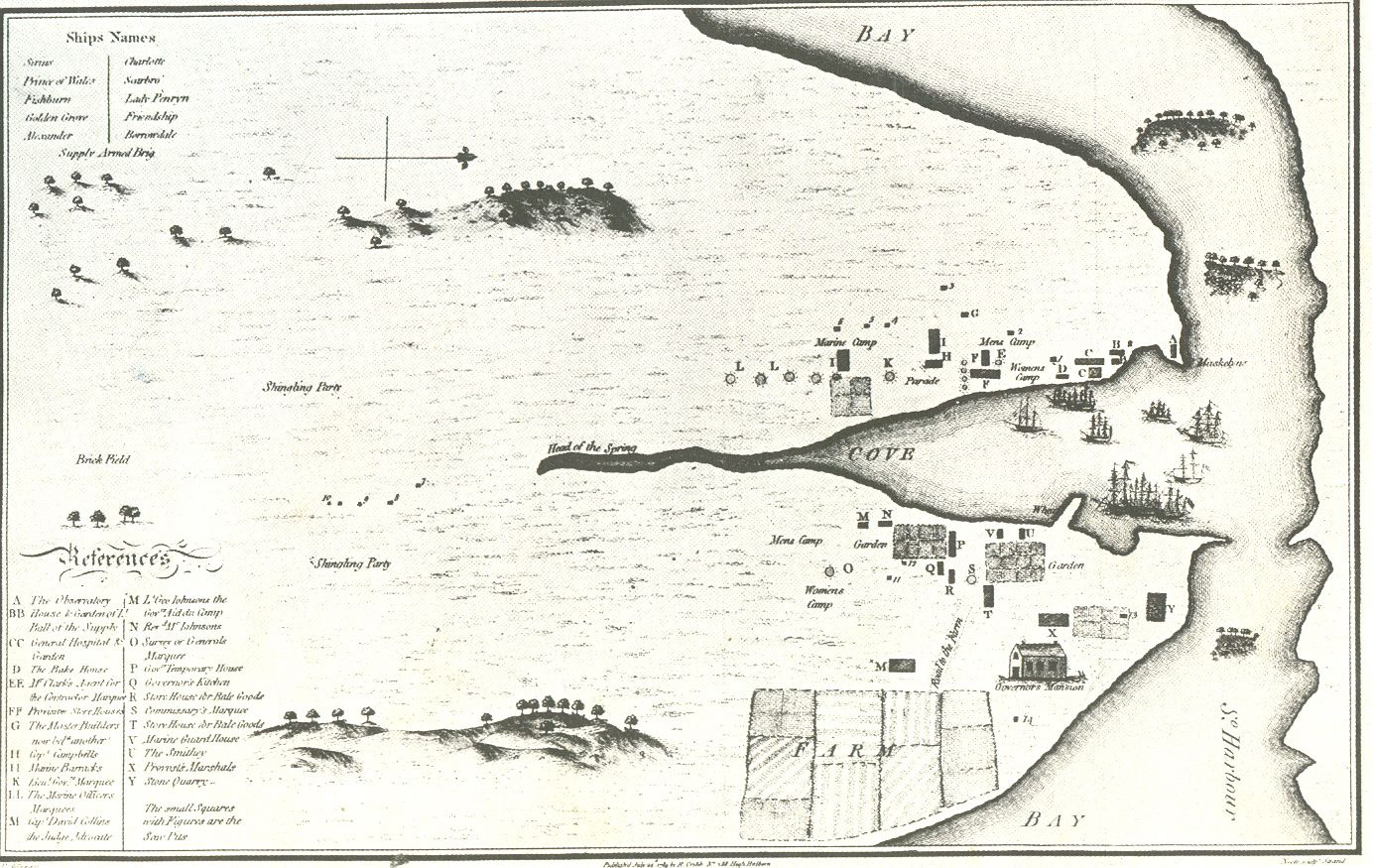
Die erste Karte der Umgebung von Sydney aus dem Jahr 1789

- 18. Januar: Die First Fleet bestehend aus 11 Schiffen unter dem Kommando von Arthur Phillip erreicht Botany Bay in Australien.
- 21. März: Wegen fehlender Frischwasservorräte macht sich Phillip auf die Suche nach einem geeigneteren Platz für die geplante Siedlung. Bei der bis 23. März dauernden Exkursion wird unter anderem Manly Cove entdeckt, sowie eine weitere Bucht, die er nach dem britischen Innenminister Thomas Townshend, 1. Viscount Sydney benennt.
- 26. Januar: Eine französische Expedition unter Jean-François de La Pérouse erreicht die Botany Bay.
- 26. Januar: Die First Fleet verlässt Botany Bay und segelt weiter nach Sydney Cove. Die ersten britischen Gefangenen werden im heutigen Port Jackson an Land gebracht. Das Ereignis, das als das Gründungsdatum Sydneys gilt, wird heute in Australien als Australia Day gefeiert.

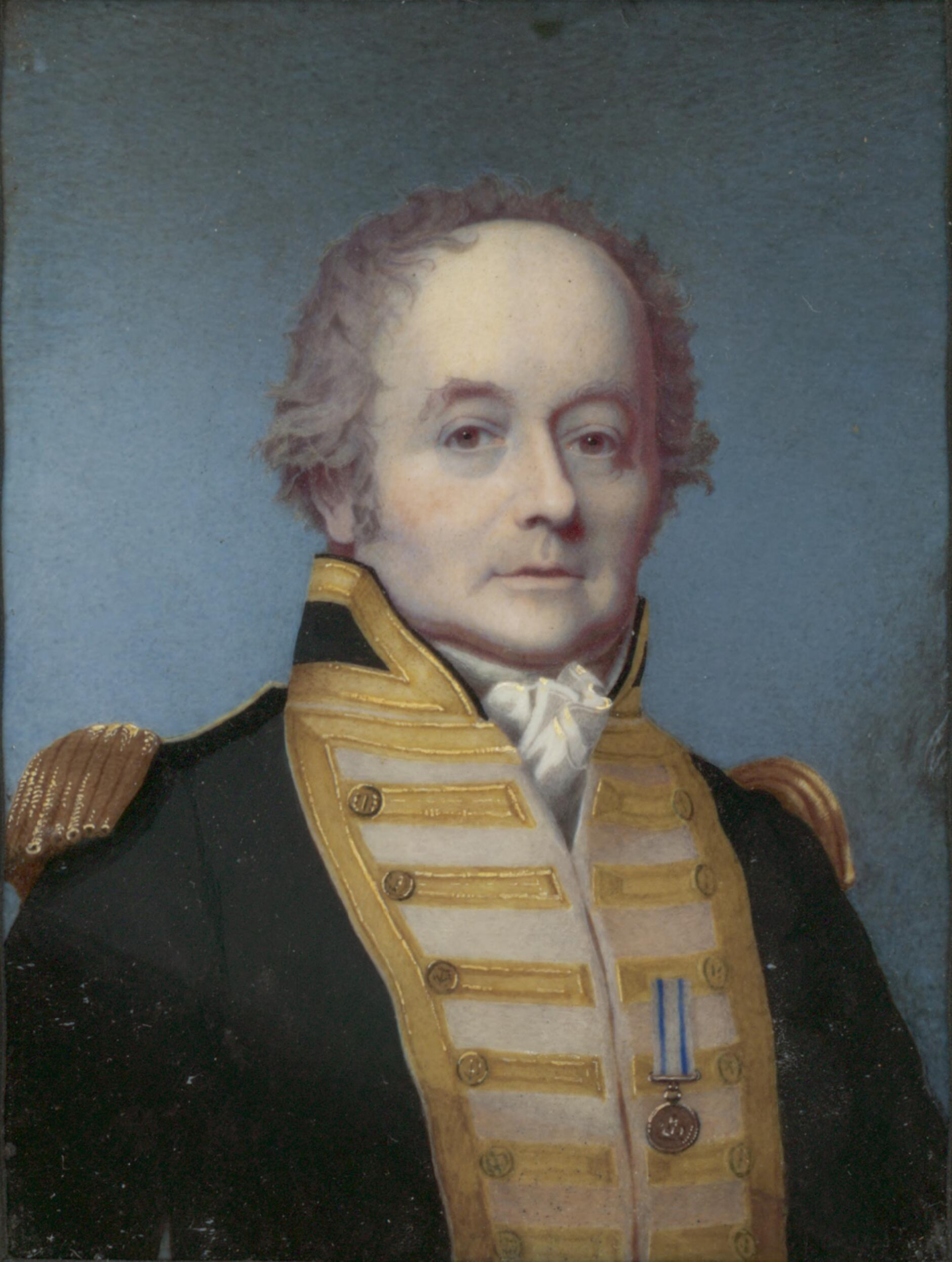
William Bligh

- 8. September: Kapitän William Bligh entdeckt die Bountyinseln, die er nach seinem Schiff HMS Bounty so benennt.

#### Europa
- 9. Februar: Österreich tritt in den bestehenden 6. Russischen Türkenkrieg ein und macht ihn so zum 8. Österreichischen Türkenkrieg, siehe Russisch-Österreichischer Türkenkrieg (1787–1792).
- 19. Februar: In Frankreich wird die Société des Amis des Noirs gegründet.
- 28. Juni: Mit einem fingierten Vorfall wollen als Russen verkleidete Schweden bei Puumala einen von König Gustav III. gewollten Krieg mit Russland auslösen. Dies gelingt ihnen; der Russisch-Schwedische Krieg beginnt.
- Das von König Friedrich Wilhelm II. erlassene Religionsedikt vom 9. Juli 1788 verschärft die Aufsicht des preußischen Staates über die Kirchen und das Schulwesen mit dem Ziel, aufklärerische Tendenzen einzudämmen. Großen Einfluss auf seine Ausgestaltung hat Staatsminister Johann Christoph von Woellner als Leiter des Geistlichen Departements. Zusammen mit dem einige Monate später erlassenen Zensuredikt vom 19. Dezember 1788 markiert es das Ende der staatlichen Toleranzpolitik Friedrichs II.
- 12. August: 113 schwedische Offiziere und Adlige („Anjalabund“) unterzeichnen ein Memorandum gegen den vom absolutistisch regierenden König Gustav III. begonnenen Russisch-schwedischen Krieg. Sie fordern die Einberufung eines Reichstags.
- September bis November: Preiselbeerkrieg zwischen Norwegen und Schweden
- 14. Dezember: Der spanische König Karl III. stirbt nach fast dreißigjähriger Regierungszeit. Karl IV. folgt ihm auf den Thron.
- In Dänemark wird im Zuge einer von Minister Andreas Peter von Bernstorff vorangetriebenen Agrarreform die Leibeigenschaft der Bauern aufgehoben.
- Zweiter Rostocker Erbvertrag

### Wirtschaft
- 1. Januar: Die 1785 gegründete The Daily Universal Register ändert ihren Namen in The Times.

### Wissenschaft und Technik
- 14. Januar: Wilhelm Herschel wird Entdecker der Balkenspiralgalaxie NGC 2798 im Sternbild Luchs.
- 5. Februar: Wilhelm Herschel bemerkt als Erster die Galaxien NGC 2683 im Sternbild Luchs sowie NGC 3726 und NGC 3949 im Sternbild Großer Bär.
- 6. Februar: Wilhelm Herschel beobachtet die Galaxie NGC 3938 im Sternbild Großer Bär.

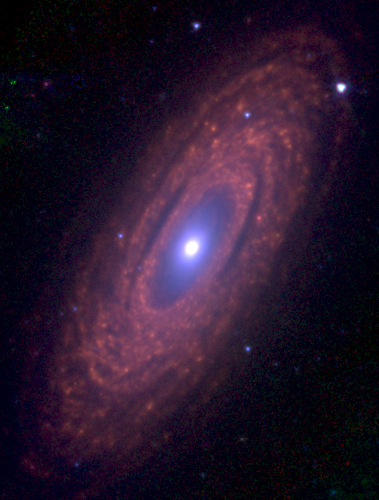
Galaxie NGC 2841

- 9. März: Im Sternbild Großer Bär bemerkt Wilhelm Herschel die Galaxie NGC 2841.
- 1. April: Wilhelm Herschel sichtet im Sternbild Jagdhunde die Galaxie NGC 4800.
- 10. April: Wilhelm Herschel entdeckt im Sternbild Jagdhunde die später als NGC 4389 katalogisierte Balkenspiralgalaxie.
- 1. Mai: Im Sternbild Großer Bär findet Wilhelm Herschel die Galaxie NGC 5474.
- 5. Mai: Wilhelm Herschel fällt im Sternbild Drache die Galaxie NGC 5907 auf.
- 4. November: Wilhelm Herschel entdeckt im Sternbild Giraffe die als NGC 1569 geführte Zwerggalaxie.
- 3. Dezember: Wilhelm Herschel findet im Sternbild Großer Bär die Galaxie NGC 2787 und im Sternbild Giraffe die Galaxien NGC 1961 und NGC 2366.
- Über den Umgang mit Menschen von Adolph Knigge erscheint.
- Joseph-Louis Lagrange veröffentlicht die Méchanique analytique und fasst die Entwicklung der Mechanik systematisch zusammen.
- James Watt entwickelt den Fliehkraftregler zur Geschwindigkeitssteuerung von Maschinen.
- Immanuel Kant: Kritik der praktischen Vernunft

### Kultur

#### Bildende Kunst
- 4. November: In München findet die erste Gemäldeausstellung statt und etabliert sich als wiederkehrende Veranstaltung mit internationaler Beteiligung.

#### Musik und Theater
- 8. Januar: Die tragikomische Oper Axur, re d’Ormus von Antonio Salieri mit dem Libretto von Lorenzo da Ponte hat am Wiener Burgtheater ihre Uraufführung und avanciert bald darauf zu einer der bekanntesten und beliebtesten Opern Salieris.
- 28. Januar: In Biberach an der Riß wird die komische Oper Der Erntekranz von Justin Heinrich Knecht uraufgeführt.
- 2. Februar: Die Uraufführung der Oper Andromeda von Johann Friedrich Reichardt erfolgt an der Königlichen Oper in Berlin.
- 10. September: Uraufführung der komischen Oper Il Talismano (dt. Der Talisman) von Antonio Salieri am Burgtheater in Wien

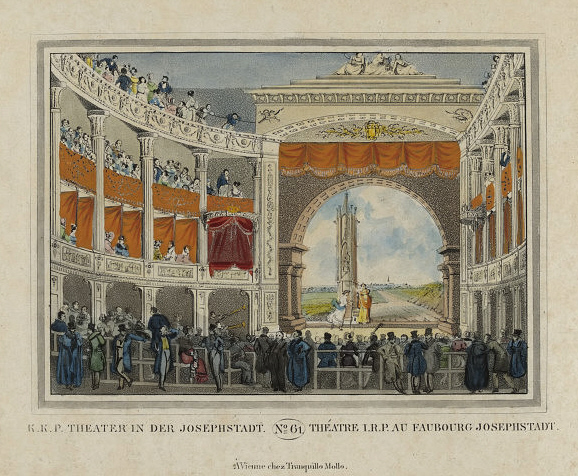
Das Theater in der Josefstadt im frühen 19. Jahrhundert

- 24. Oktober: Das Theater in der Josefstadt wird als drittes Wiener Vorstadttheater eröffnet.
- 28. Oktober: Uraufführung der komischen Oper Der lahme Husar von Justin Heinrich Knecht in Biberach an der Riß
- 5. Dezember: Uraufführung der Oper Démophon von Luigi Cherubini an der Grand Opéra Paris

### Katastrophen

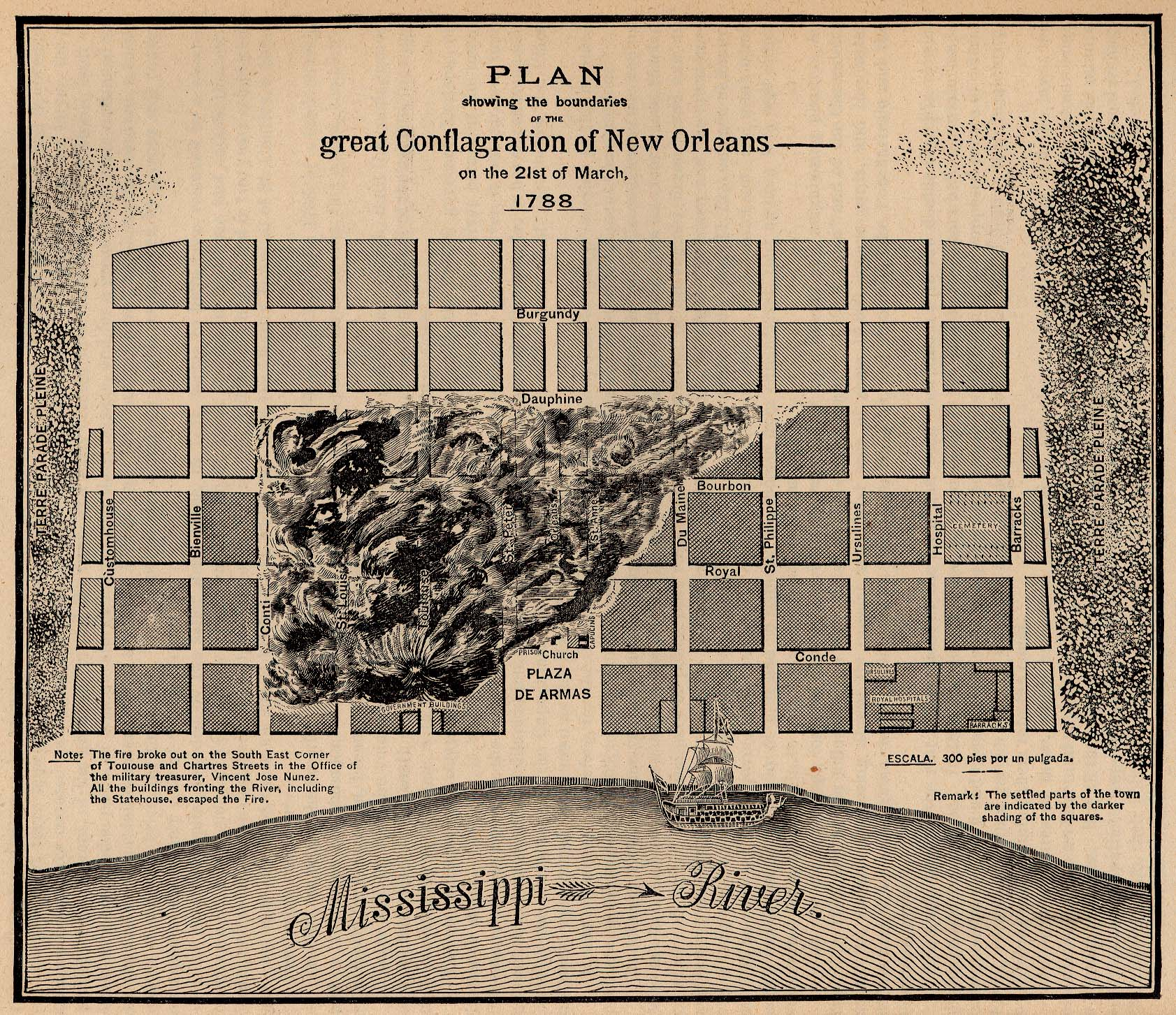
Der Brand von New Orleans

- 21. März: Die Stadt New Orleans wird durch einen Großbrand beinahe gänzlich vernichtet. 856 der rund 1100 Gebäude der Stadt fallen den Flammen zum Opfer.
- Eine katastrophale Missernte im vorrevolutionären Frankreich gefolgt von einem harten Winter führt im Folgejahr zu massiver Getreideknappheit.

## Geboren

### Erstes Quartal
- 01. Januar: Étienne Cabet, französischer Publizist, Politiker und Revolutionär († 1856)
- 03. Januar: Enne Heeren Dirksen, Professor der Mathematik († 1850)
- 03. Januar: Otto von Erxleben, deutscher Offizier und Gutsbesitzer († 1856)
- 03. Januar: Joseph Pletz, österreichischer römisch-katholischer Geistlicher, Pädagoge und Autor († 1840)
- 05. Januar: Caspar Ett, deutscher Organist und Komponist († 1847)
- 08. Januar: Eugen von Württemberg, General der russischen Infanterie († 1857)
- 08. Januar: Rudolph von Österreich, römisch-katholischer Bischof und Kardinal († 1831)
- 09. Januar: Johann Karl Friedrich Ollenroth, deutscher Mediziner († 1848)
- 12. Januar: José da Gama Carneiro e Sousa, portugiesischer Militär und Politiker († 1849)
- 15. Januar: Franz Wilhelm von Barfus-Falkenburg, preußischer Generalmajor († 1863)
- 18. Januar: Jonathan August Weichert, deutscher Altphilologe und Pädagoge († 1844)
- 20. Januar: Johann Baptist von Hirscher, deutscher Theologe († 1865)
- 22. Januar: George Gordon Byron, englischer Dichter († 1824)
- 28. Januar: Karl Wilhelm von Wnuck, preußischer Generalmajor († 1863)
- 29. Januar: Michael Leopold Enk von der Burg, österreichischer Benediktinermönch, Schriftsteller und Literaturtheoretiker († 1843)
- 31. Januar: Bonifác Buzek, Priester, Volksaufklärer, Philosoph und Pädagoge († 1839)
- 31. Januar: Felice Romani, italienischer Opernlibrettist († 1865)
- 02. Februar: Ludwig Kasimir von Auer, deutscher Offizier († 1837)
- 05. Februar: Robert Peel, britischer Politiker und Regierungschef († 1850)
- 10. Februar: Robert Perkins Letcher, US-amerikanischer Politiker († 1861)
- 11. Februar: Anton Gottfried Claessen, Weihbischof in Köln († 1847)
- 12. Februar: Karl von Reichenbach, Industrieller, Chemiker, Naturforscher und Philosoph († 1869)
- 13. Februar: Hans Conrad Stadler, Schweizer Architekt († 1846)
- 22. Februar: Arthur Schopenhauer, deutscher Philosoph († 1860)
- 24. Februar: Johan Christian Clausen Dahl, norwegischer Landschaftsmaler († 1857)
- 28. Februar: Ezekiel F. Chambers, US-amerikanischer Jurist und Politiker († 1867)
- 29. Februar: John S. Spence, US-amerikanischer Politiker († 1840)
- 03. März: William Carroll, US-amerikanischer Politiker († 1844)
- 08. März: Antoine César Becquerel, französischer Physiker († 1878)
- 10. März: Edward Hodges Baily, englischer Bildhauer († 1867)
- 10. März: Joseph von Eichendorff, deutscher Schriftsteller und Dichter der deutschen Romantik († 1857)
- 11. März: William Grason, US-amerikanischer Politiker († 1868)
- 12. März: Pierre Jean David d’Angers, französischer Bildhauer († 1856)
- 12. März: Arthur P. Hayne, US-amerikanischer Politiker († 1867)
- 14. März: Josef Arnold der Ältere, österreichischer Maler († 1879)
- 14. März: Lulu von Thürheim, österreichische Malerin und Schriftstellerin († 1864)
- 17. März: Heinrich von Heß, österreichischer Feldmarschall († 1870)
- 20. März: Ludwig Bernhard Schmid, deutscher Geistlicher und Missionar († 1857)
- 26. März: Boniface de Castellane, französischer General und Marschall von Frankreich († 1862)
- 29. März: Carlos María Isidro de Borbón, Begründer der carlistischen Linie der bourbonischen Thronfolge in Spanien und Frankreich († 1855)
- 31. März: Rama III., König von Siam († 1851)

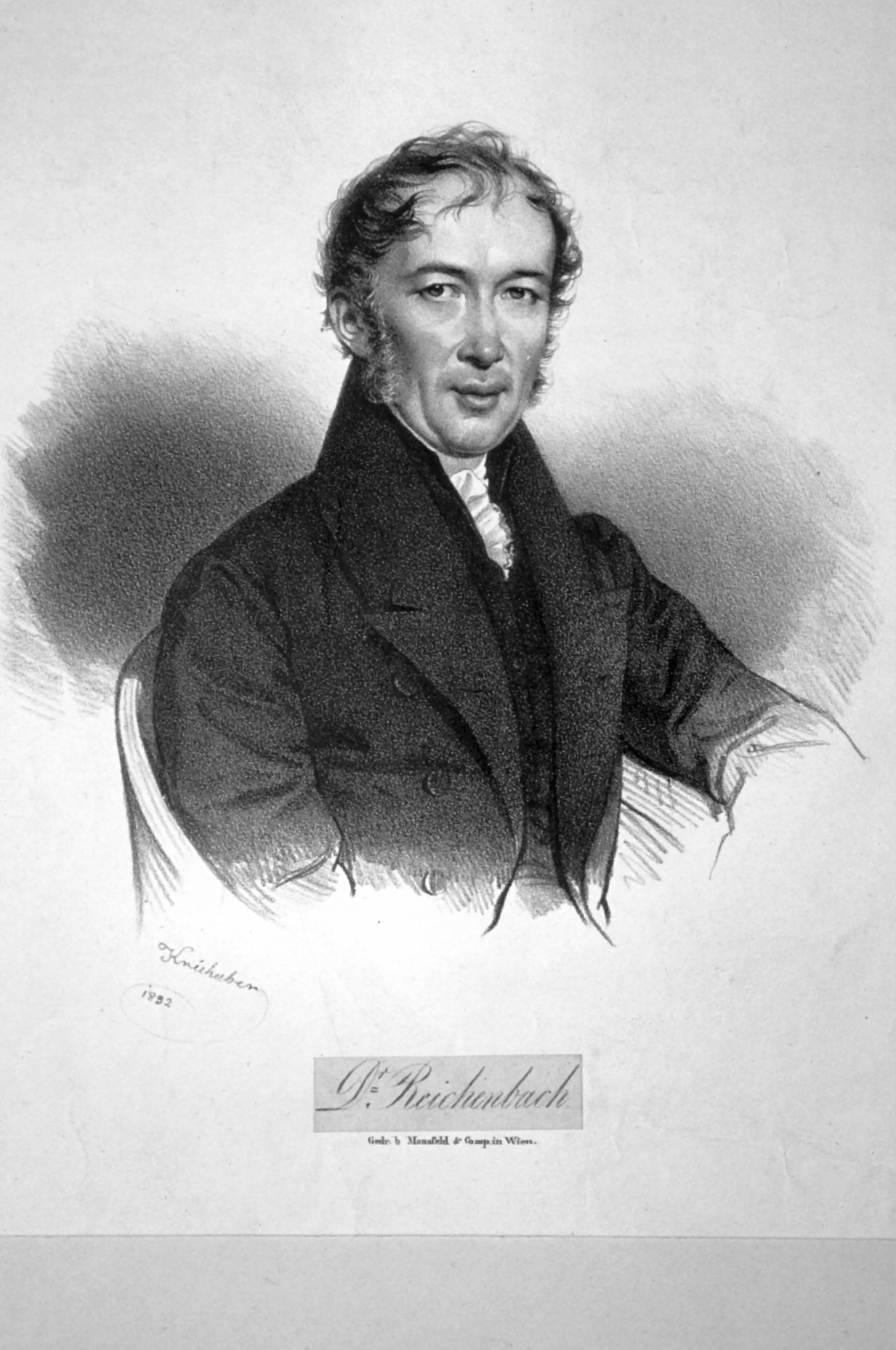
Karl von Reichenbach
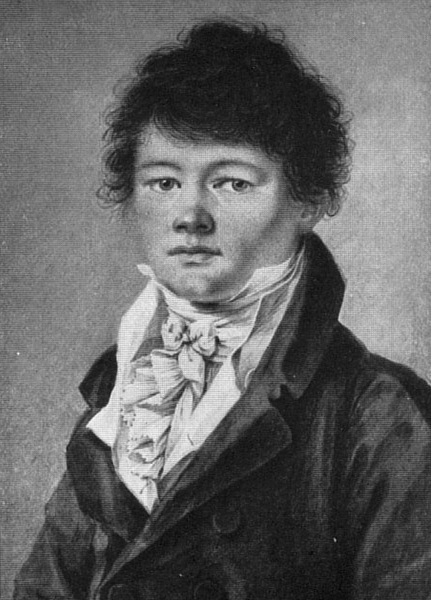
Arthur Schopenhauer
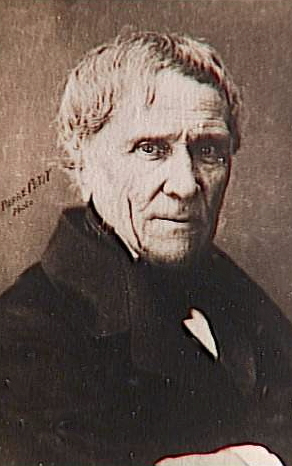
Antoine César Becquerel
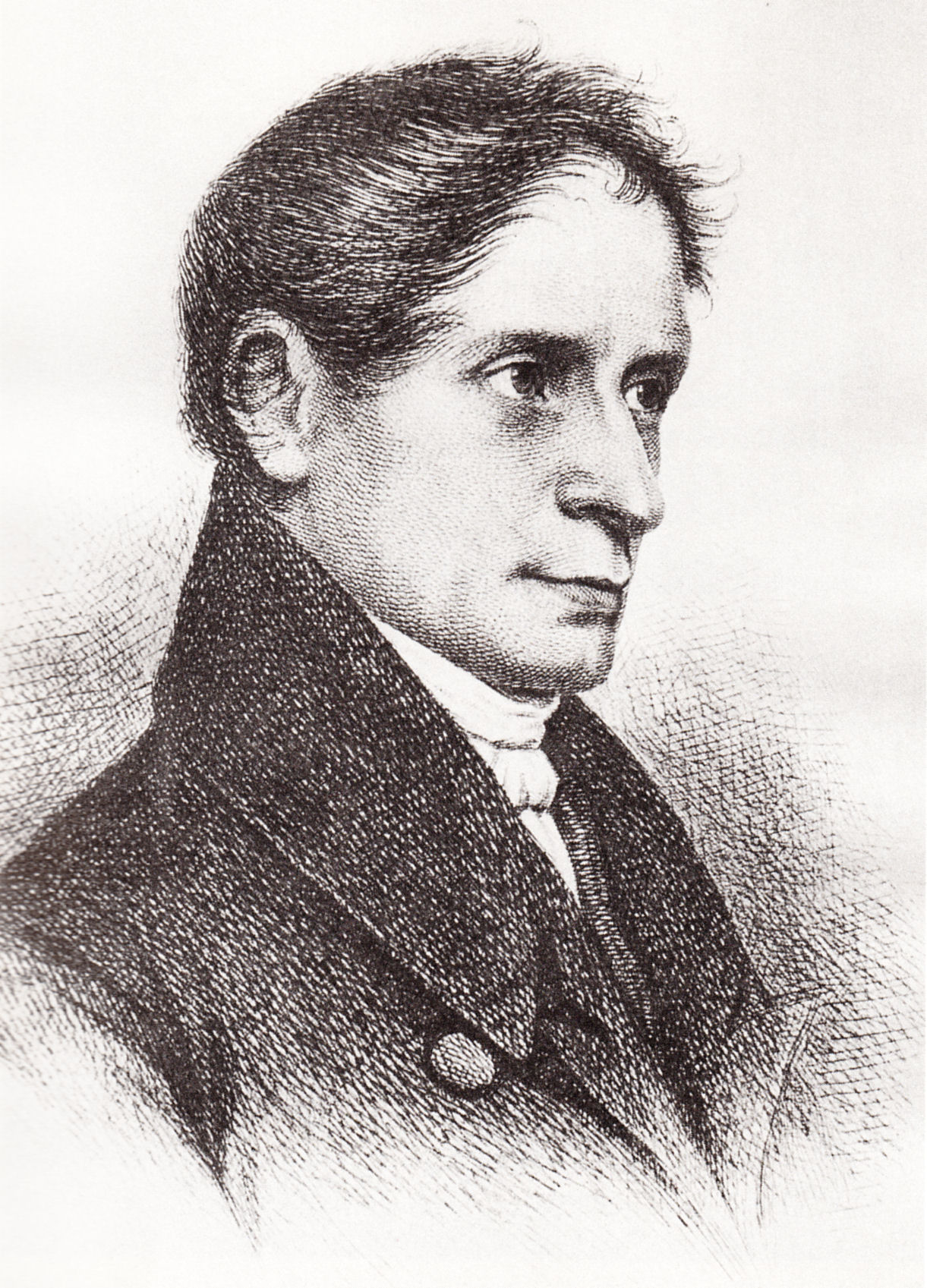
Joseph von Eichendorff

### Zweites Quartal
- 02. April: Wilhelmine Reichard, erste deutsche Ballonfahrerin († 1848)
- 05. April: Franz Pforr, deutscher Maler der Romantik († 1812)
- 16. April: Johann Friedrich Ruthe, deutscher Botaniker († 1859)
- 17. April: Wassilij Athanasieff, russischer Hofkaplan und Beichtvater der württembergischen Königin († 1823)
- 18. April: Carl von Steuben, französischer Maler († 1856)
- 21. April: Anton Arrigoni, österreichischer Maler († 1851)
- 24. April: Carl Mayer von Rothschild, deutscher Bankier († 1855)
- 28. April: Charles Robert Cockerell, britischer Architekt und Archäologe († 1863)
- 10. Mai: Augustin Jean Fresnel, französischer Physiker und Ingenieur († 1827)
- 15. Mai: Neil Arnott, schottischer Arzt († 1874)
- 15. Mai: Ludwig von Heßberg, deutscher Offizier und religiöser Eiferer († 1872)
- 16. Mai: Friedrich Rückert, deutscher Dichter, Übersetzer und Orientalist († 1866)
- 18. Mai: Karl Rümker, deutscher Astronom († 1862)
- 21. Mai: Katharina Pawlowna, Königin von Württemberg († 1819)
- 25. Mai: Ludwig von Wohlgemuth, österreichischer General († 1851)
- 01. Juni: Johann Heinrich Achterfeld, deutscher Theologe, Professor und Herausgeber († 1877)
- 06. Juni: Martin Mohr, hessischer Präsident des Landtages († 1865)
- 15. Juni: Peter Dillon, irisch-britischer Handelskapitän, Entdecker und Schriftsteller († 1847)
- 21. Juni: Auguste Amalia Ludovika, Vizekönigin von Italien, Herzogin von Leuchtenberg und Fürstin zu Eichstätt († 1851)
- 23. Juni: Friedrich Schamberger, deutscher Jurist († 1829)
- 26. Juni: Carl Christian Vogel von Vogelstein, deutscher Maler († 1868)
- 26. Juni: Philemon Dickerson, US-amerikanischer Politiker († 1862)
- 27. Juni: Bernhard Dreymann, deutscher Orgelbauer († 1857)
- 28. Juni: Heinrich Gottlieb Kühn, Direktor der Königlichen Porzellanmanufaktur († 1870)
- 28. Juni: Franz Joseph Merklin, deutscher Orgelbauer († 1857)

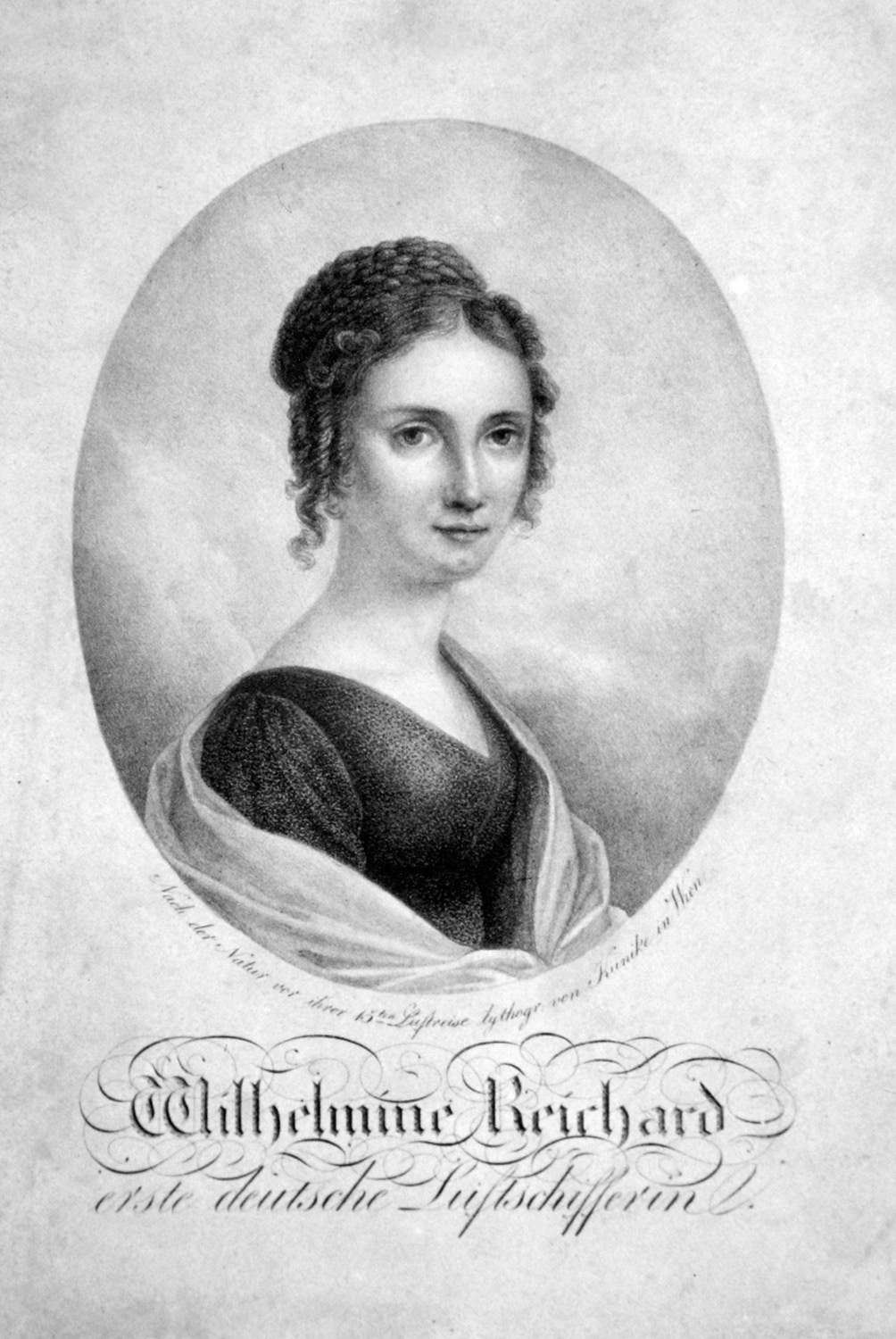
Wilhelmine Reichard
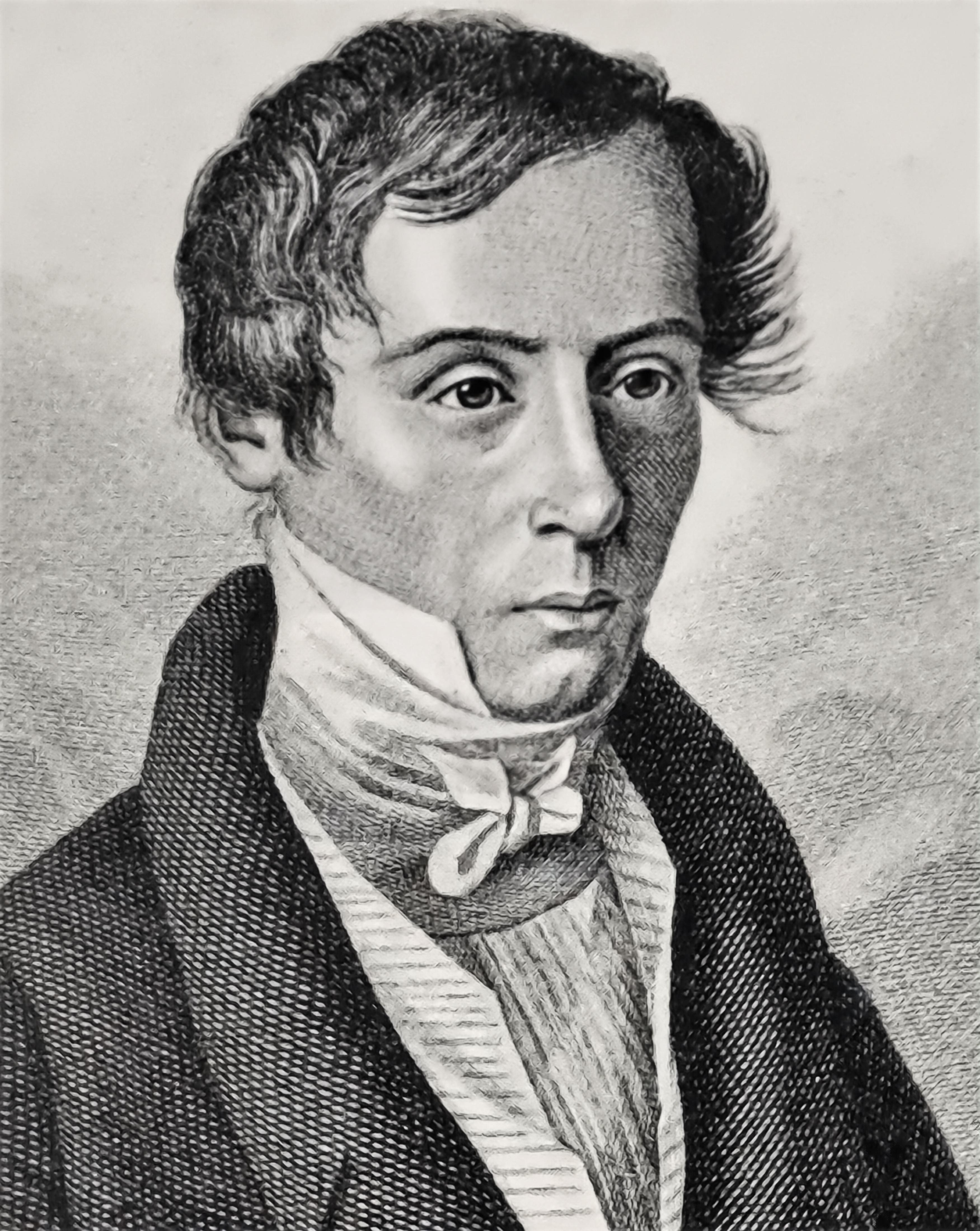
Augustin Jean Fresnel
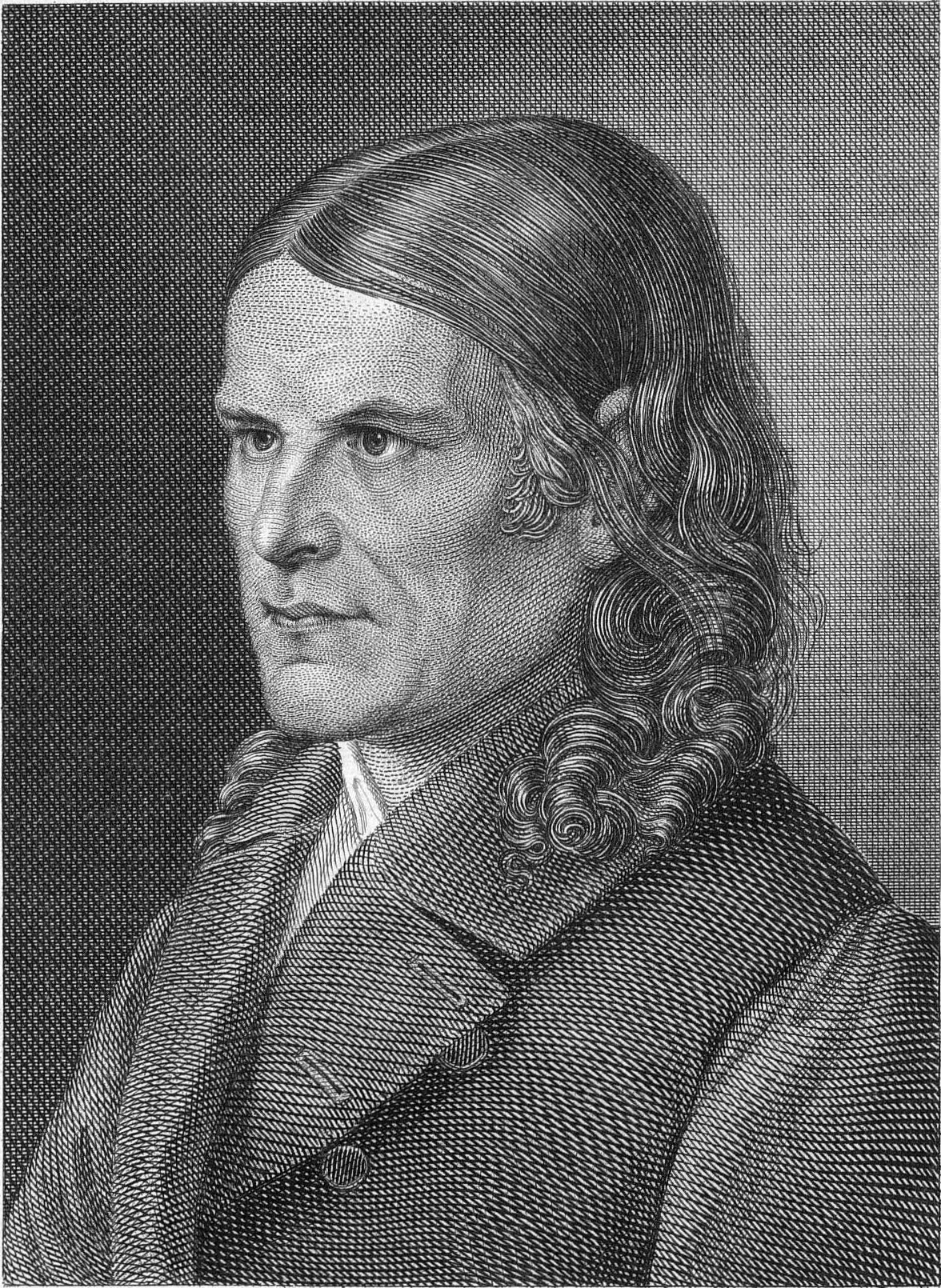
Friedrich Rückert
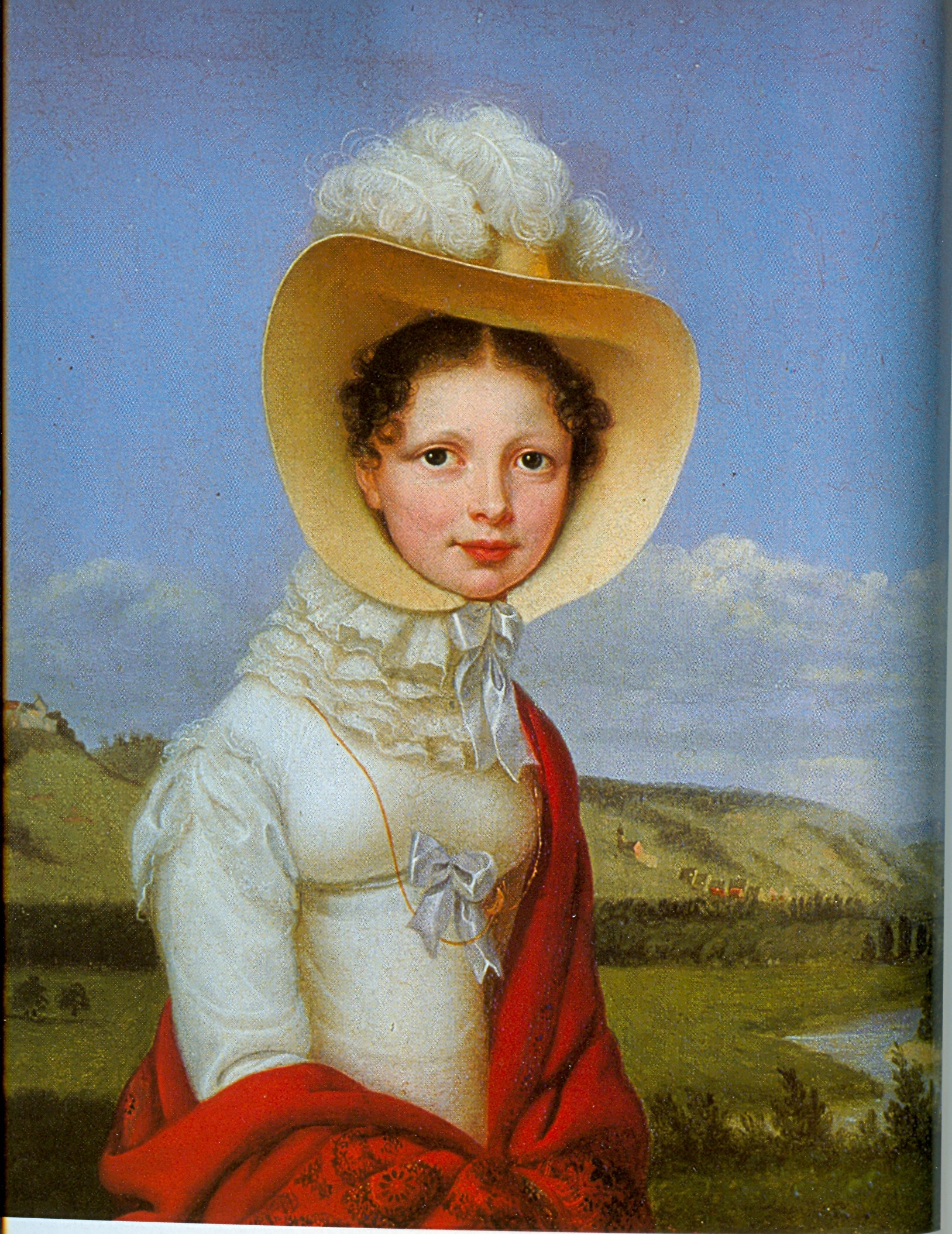
Katharina Pawlowna

### Drittes Quartal
- 01. Juli: Jean-Victor Poncelet, französischer Mathematiker und Physiker († 1867)
- 08. Juli: Theodoor Gerard van Lidth de Jeude, niederländischer Zoologe († 1863)
- 17. Juli: Philipp August von Amsberg, Generaldirektor der Herzoglich Braunschweigisch-Lüneburgischen Eisenbahnen († 1871)
- 20. Juli: Thomas Bruce, britischer Diplomat († 1841)
- 02. August: Leopold Gmelin, deutscher Chemiker († 1853)
- 04. August: Richard Clough Anderson, US-amerikanischer Politiker († 1826)
- 04. August: Stéphanie de Tascher de La Pagerie, französische Prinzessin († 1832)
- 08. August: William Henry Sleeman, britischer Kriminalbeamter († 1856)
- 16. August: Luigi Ciacchi, italienischer Kurienkardinal († 1865)
- 18. August: Ernst August Pech, deutscher Mediziner und Hochschullehrer († 1863)
- 20. August: José Bernardo Alcedo, peruanischer Komponist († 1878)
- 25. August: Cornelis Jacobus van Assen, niederländischer Rechtsgelehrter († 1859)
- 26. August: Aloys Schmitt, deutscher Komponist, Pianist und Musikpädagoge († 1866)
- 05. September: Jean-Pierre Abel-Rémusat, französischer Sinologe und Bibliothekar († 1832)
- 06. September: Friedrich Wilhelm von Schadow, deutscher Maler († 1862)
- 08. September: William Collins, englischer Maler († 1847)
- 10. September: Margarethe Bernbrunn, deutsche Schauspielerin, Opernsängerin und Schriftstellerin († 1861)
- 11. September: Ernst Friedrich Köhler, deutscher lutherischer Geistlicher († 1851)
- 17. September: Karl von Abel, Politiker († 1859)
- 17. September: Karl von der Groeben, preußischer General der Kavallerie († 1876)
- 21. September: Geert Adriaans Boomgaard, nachweislich erster 110-jähriger († 1899)
- 21. September: Margaret Taylor, US-amerikanische First Lady († 1852)
- 28. September: Carl Friedrich Heinze, deutscher Beamter und Hofrat († 1829)
- 30. September: Fitzroy Somerset, 1. Baron Raglan, britischer Feldmarschall im Krimkrieg († 1855)

### Viertes Quartal
- 01. Oktober: Mary Prince, Sklavin in Bermuda und Antigua, britische Abolitionistin und Autorin († nach 1833)
- 02. Oktober: Moritz Heinrich von Boyneburg, deutscher Offizier und Kavalleriegeneral († 1868)
- um den 9. Oktober: József Kossics, ungarisch-slowenischer Schriftsteller, Dichter, Volkskundler und katholischer Pfarrer († 1867)
- 11. Oktober: Ludwig Ferdinand Schnorr von Carolsfeld, deutscher Maler († 1853)
- 11. Oktober: Simon Sechter, österreichischer Musiktheoretiker, Dirigent und Komponist († 1867)
- 24. Oktober: Carl Franz Edlinger, deutscher Maler und Zeichenlehrer († 1823)
- 26. Oktober: Thomas R. Ross, US-amerikanischer Politiker († 1869)
- 31. Oktober: David Rittenhouse Porter, US-amerikanischer Politiker († 1867)
- 03. November: Peter Leopold Kaiser, Bischof von Mainz († 1848)
- 06. November: Giuseppe Donizetti, italienischer Komponist, Dirigent und Musikpädagoge († 1856)
- 08. November: Jabez W. Huntington, US-amerikanischer Politiker († 1847)
- 09. November: Ernst Gottlob Jäkel, deutscher Pädagoge und Philologe († 1840)
- 10. November: José María Cornejo Merino y Guevara, Staatschef der Provinz El Salvador in der Zentralamerikanischen Konföderation († 1864)
- 12. November: Kilian Ponheimer der Jüngere, österreichischer Maler und Kupferstecher († 1829)
- 14. November: Michail Lasarew, russischer Marineoffizier und Admiral († 1851)
- 14. November: Charles Polk, US-amerikanischer Politiker († 1857)
- 15. November: Karl Schönhals, österreichischer Feldzeugmeister († 1857)
- 16. November: Joseph Kopp, deutscher Altphilologe († 1842)
- 17. November: Elisa von Ahlefeldt, deutsch-dänische Edelfrau († 1855)
- 22. November: Johann Gottfried Flügel, deutscher Philologe und Lexikograf († 1855)
- 27. November: Johann Suibert Seibertz, deutscher Historiker († 1871)
- 000November: William Strickland, US-amerikanischer Architekt († 1854)

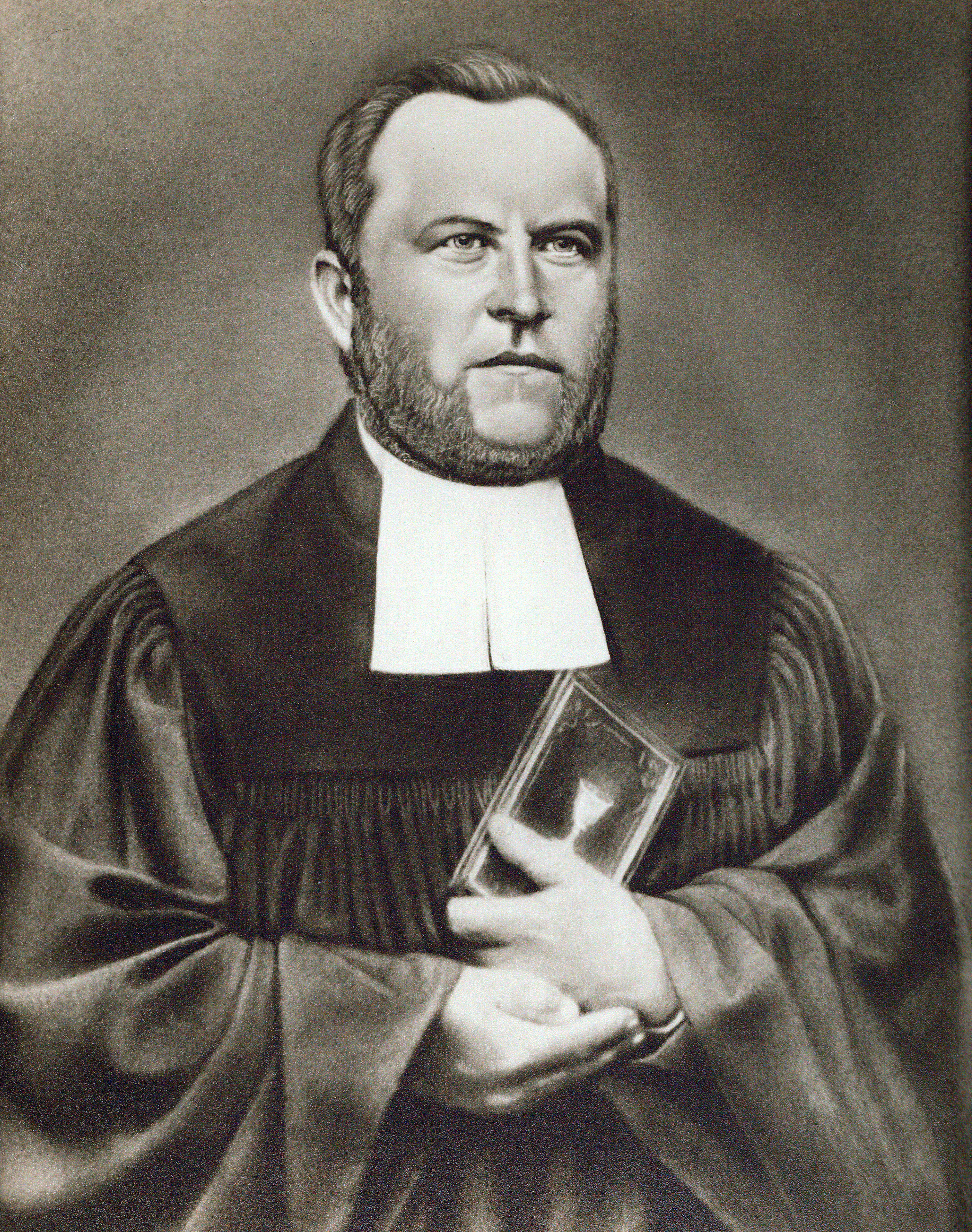
Christian Wilhelm Bronisch

- 05. Dezember: Christian Wilhelm Bronisch, sorbischer Pfarrer und Sprachwissenschaftler († 1881)
- 05. Dezember: Friedrich Wilhelm von Schubert, deutscher lutherischer Theologe, Geistlicher, Skandinavist und Hochschullehrer († 1856)
- 06. Dezember: Richard Harris Barham, englischer Schriftsteller († 1845)
- 06. Dezember: Rudolf Burnitz, deutscher Architekt († 1849)
- 17. Dezember: Georg Ludwig Friedrich Laves, deutscher Architekt, Stadtplaner und Bauingenieur († 1864)
- 18. Dezember: Ferdinand Philipp Grimm, deutscher Märchen- und Sagensammler († 1845)
- 22. Dezember: Eberhard Christian Compe, deutscher Oberamtmann († 1867)
- 29. Dezember: Christian Jürgensen Thomsen, dänischer Altertumsforscher († 1865)
- 29. Dezember: Tomás de Zumalacárregui, spanischer General und Anführer der Carlisten († 1835)

### Genaues Geburtsdatum unbekannt
- Odysseas Androutsos, griechischer Befreiungskämpfer († 1825)
- Augustus Applegath, britischer Erfinder († 1871)
- Edwin Atherstone, englischer Dichter († 1872)
- Athanasios Diakos, griechischer Nationalheld und Freiheitskämpfer († 1821)
- Alexander Duncan, US-amerikanischer Politiker († 1853)
- Nikolaus von Flüe, Schweizer Offizier in spanischen Diensten und Landeshauptmann († 1851)
- Henry Shaw, US-amerikanischer Politiker († 1857)

## Gestorben

### Erstes Halbjahr
- 05. Januar: Charles-Augustin de Ferriol d’Argental, französischer Verwalter und Botschafter (* 1700)
- 05. Januar: Johann Schneider, deutscher Komponist, Organist und Geiger (* 1702)
- 06. Januar: Johann Ulrich Sponsel, deutscher evangelischer Theologe (* 1721)
- 11. Januar: François Joseph Paul de Grasse, französischer Admiral (* 1722)
- 15. Januar: Gaetano Latilla, italienischer Komponist (* 1711)
- 17. Januar: Georg Nicolaus von Lübbers, deutscher Major sowie dänischer Etatsrat und Justizrat (* 1724)
- 21. Januar: Antoine Tassaert, französisch-flämischer Bildhauer (* um 1727)
- 22. Januar: Georg Joachim Zollikofer, Kirchenliederdichter (* 1730)
- 27. Januar: William Tryon, britischer Gouverneur der Kolonie Carolina und der Provinz New York (* 1729)
- 31. Januar: Charles Edward Stuart, im Exil lebender Thronanwärter auf den Thron Großbritanniens und Irlands (* 1720)
- 03. Februar: John Reynolds, britischer Admiral und Kolonialgouverneur der Province of Georgia (* 1713)
- 13. Februar: Germain-Jean Drouais, französischer Maler (* 1763)
- 17. Februar: Maurice Quentin de La Tour, französischer Pastell-Porträtmaler (* 1704)
- 28. Februar: Thomas Cushing, Mitglied des Kontinentalkongresses und Gouverneur des Bundesstaates Massachusetts (* 1725)
- 02. März: Salomon Gessner, Schweizer Idyllendichter, Maler und Radierer (* 1730)
- 04. März: James Robertson, britischer Gouverneur der Provinz New York (* 1717)
- 04. März: Johann Georg Gottlob Schwarz, deutscher evangelischer Theologe (* 1734)
- 04. März: Antonio Eugenio Visconti, Kardinal der katholischen Kirche (* 1713)
- 07. März: Karl Friedrich Flögel, deutscher Kultur- und Literaturhistoriker (* 1729)
- 17. März: Ernest Johann Nepomuk von Herberstein, erster Bischof der Diözese Linz (* 1731)
- 18. März: Ernst Sigismund von Anger, preußischer Landrat und Gutsbesitzer (* 1723)
- 29. März: Charles Wesley, Mitbegründer der Methodisten (* 1707)
- 07. April: Georg Christian Seekatz, deutscher Maler (* 1722)
- 15. April: Mary Delany, englische Schriftstellerin (* 1700)
- 16. April: Georges-Louis Leclerc de Buffon, französischer Naturforscher (* 1707)
- 19. April: Johann Friedrich Feige, deutscher Bildhauer (* 1726)
- 24. April: Iyasu III., Kaiser von Äthiopien
- 04. Mai: Marija Andrejewna Rumjanzewa, Oberhofmeisterin und Mätresse des russischen Zaren Peter I. (* 1699)
- 08. Mai: Giovanni Antonio Scopoli, Arzt und Naturforscher (* 1723)
- 13. Mai: Adam Gottlob Casparini, deutscher Orgelbauer (* 1715)
- 04. Juni: Josias II., Graf von Waldeck-Bergheim (* 1733)
- 12. Juni: Wilhelm Aschoff, preußischer Beamter (* 1723)

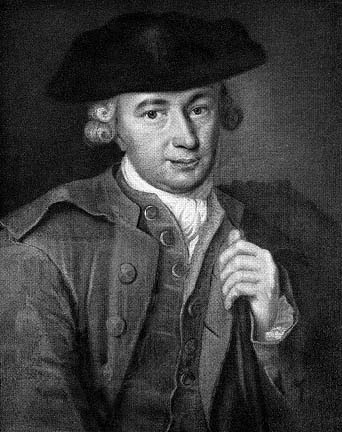
Johann Georg Hamann

- 21. Juni: Johann Georg Hamann, deutscher Philosoph und Schriftsteller (* 1730)
- 22. Juni: Jan Tesánek, tschechischer Gelehrter und Autor wissenschaftlicher Literatur (* 1728)
- 28. Juni: Johann Christoph Vogel, deutscher Komponist (* 1756)

### Zweites Halbjahr
- 05. Juli: Peder Kofod Ancher, dänischer Rechtsgelehrter (* 1710)
- 16. Juli: Elisabetha Gaßner (Schwarze Lies), deutsche Diebin und Prostituierte (* 1747)
- 02. August: Thomas Gainsborough, englischer Maler (* 1727)
- 04. August: Johann Wilhelm Baumer, deutscher Physiker, Mediziner und Mineraloge (* 1719)
- 04. August: Virgilius Augustin Maria von Firmian, Fürstbischof von Lavant (* 1714)
- 08. August: Johann Jakob Simmler, Schweizer evangelischer Geistlicher und Kirchenhistoriker (* 1716)
- 08. August: Louis François Armand de Vignerot du Plessis, Marschall von Frankreich (* 1696)
- 09. August: Carl von Imhoff, Kolonialoffizier der Britischen Ostindien-Kompanie und Porträtmaler (* 1734)
- 12. August: William Houston, Delegierter für New Jersey im Kontinentalkongress (* um 1746)
- 24. August: David-Philippe de Treytorrens, Schweizer Offizier in fremden Diensten und Kaufmann (* 1721)
- 27. August: Albrecht Friedrich von Erlach, Schultheiss von Bern (* 1696)
- 000August: Thomas Adams, amerikanischer Politiker und Geschäftsmann (* 1730)
- 01. September: Emmanuel-Armand de Vignerot du Plessis de Richelieu, französischer General, Außen- und Verteidigungsminister (* 1720)
- 11. September: Joseph von Braganza, Infant von Portugal  (* 1761)
- 14. September: John Penn, einer der Gründerväter der USA (* 1741)
- 14. September: Noël de Jourda, comte de Vaux, Marschall von Frankreich (* 1705)
- 25. September: Heinrich von Bibra, Fürstbischof des Hochstift Fulda (* 1711)
- 27. September: Auguste Karoline Friederike Luise, Prinzessin von Württemberg (* 1764)
- 29. September: Johann Andreas Michael Nagel, deutscher Hebraist und Orientalist (* 1710)
- 30. September: Matthäus Günther, bayerischer Maler und Graphiker (* 1705)
- 11. Oktober: Johannes von Watteville (* 1718), deutscher evangelischer Theologe, Missionar und Bischof der Herrnhuter Brüdergemeine und Kirchenlieddichter
- 19. Oktober: Louis Antoine de Gontaut-Biron, Herzog von Biron und von Lauzun, Marschall von Frankreich (* 1701)
- 22. Oktober: Karl Gottlob Clausnitzer, deutscher lutherischer Theologe (* 1714)
- 23. Oktober: Ferdinand Jakob Baier, deutscher Mediziner (* 1707)
- 26. Oktober: Johann Christian Feige der Jüngere, deutscher Bildhauer (* 1720)
- 01. November: Rudolph Joseph von Colloredo, Reichsvizekanzler des Heiligen Römischen Reiches (* 1706)
- 08. November: Johann Karl Zeune, deutscher Philologe (* 1736)
- 23. November: Georg Michael Frank von La Roche, deutscher Politiker (* 1720)
- 25. November: Manuel de Guirior, spanischer Offizier, Kolonialverwalter und Vizekönig von Neugranada und Peru (* 1708)
- 28. November: Karl Christian, Fürst von Nassau-Weilburg (* 1735)
- 08. Dezember: Michail Nikititsch Wolkonski, russischer General und Gesandter (* 1713)
- 09. Dezember: Thomas Huggan, britischer Schiffsarzt auf der Bounty
- 10. Dezember: Wilhelm Christian Justus Chrysander, deutscher lutherischer Theologe, Mathematiker und Orientalist (* 1718)
- 12. Dezember: Friedrich Heinrich, Markgraf von Brandenburg-Schwedt (* 1709)
- 14. Dezember: Carl Philipp Emanuel Bach, deutscher Komponist (* 1714)
- 14. Dezember: Karl III., spanischer König (* 1716)
- 19. Dezember: Juan Bautista de Anza, spanischer Entdecker (* 1736)
- 22. Dezember: Robert Goldsborough, Delegierter von Maryland im Kontinentalkongress (* 1733)
- 22. Dezember: Percivall Pott, britischer Chirurg (* 1714)
- 30. Dezember: Francesco Zuccarelli, italienischer Maler (* 1702)
- 31. Dezember: Jakob Friedrich Feddersen, deutsch-dänischer evangelischer Geistlicher (* 1736)

### Genaues Todesdatum unbekannt
- Koča Anđelković, serbischer Freischärlerführer, Hauptmann und Freiheitskämpfer (* 1755)
- Anton I., Patriarch der Georgischen Orthodoxen Apostelkirche (* 1720)
- Jakob Friedrich Dörr, württembergischer Porträtmaler (* 1750)